# Xylocopa perversa
Xylocopa perversa là một loài Hymenoptera trong họ Apidae. Loài này được Wiedemann mô tả khoa học năm 1824.